# كاميرون هايوارد
كاميرون هايوارد (بالإنجليزية: Cameron Heyward)‏ هو لاعب كرة قدم أمريكية أمريكي، ولد في 6 مايو 1989 في بيتسبرغ في الولايات المتحدة.

## وصلات خارجية
- كاميرون هايوارد على موقع إي إس بي إن.كوم (أن.أف.أل)3
- كاميرون هايوارد على موقع مرجع كرة القدم المحترفة.كوم (الإنجليزية)